# Modiolarca subpicta
Modiolarca subpicta är en musselart som först beskrevs av Cantraine 1835.  Modiolarca subpicta ingår i släktet Modiolarca, och familjen blåmusslor. Arten är reproducerande i Sverige.